# Вячеславка (Алтайский край)
Вячеславка — посёлок в Родинском районе Алтайского края. Входит в состав Покровского сельсовета.

## История
Основан в 1911 году. В 1928 году посёлок Вячеславский состоял из 75 хозяйств, основное население — украинцы. В составе Ново-Покровского сельсовета Благовещенского района Славгородского округа Сибирского края.

## Население
| 1997 | 1998 | 1999 | 2000 | 2001 | 2002 | 2003 |
| ---- | ---- | ---- | ---- | ---- | ---- | ---- |
| 381  | ↗396 | ↗402 | ↘388 | ↗390 | ↗392 | ↘375 |
| 2004 | 2005 | 2006 | 2007 | 2008 | 2009 | 2010 |
| ↘362 | ↘332 | ↘325 | ↘315 | ↘305 | ↘281 | ↘216 |
| 2011 | 2012 | 2013 |      |      |      |      |
| ↗218 | ↘200 | ↘190 |      |      |      |      |